# Raiva, Pedorido e Paraíso
Raiva, Pedorido e Paraíso (llamada oficialmente União das Freguesias de Raiva, Pedorido e Paraíso) es una freguesia portuguesa del municipio de Castelo de Paiva, distrito de Aveiro.

## Historia
Fue creada el 28 de enero de 2013 en aplicación de una resolución de la Asamblea de la República de Portugal promulgada el 16 de enero de 2013 con la unión de las freguesias de Paraíso, Pedorido y Raiva, pasando su sede a estar situada en la antigua freguesia de Raiva.

## Demografía
| Gráfica de evolución demográfica de Ravia, Pedorido e Paraíso entre 2011 y 2021 |
|                                                                                 |
| Datos según el nomenclátor publicado por el INE portugués.                      |